# Związek Socjalistycznych Republik Radzieckich na Zimowych Igrzyskach Olimpijskich 1976
ZSRR na Zimowych Igrzyskach Olimpijskich 1976 reprezentowało 79 zawodników: 59 mężczyzn i 20 kobiet. Był to szósty start reprezentacji ZSRR na zimowych igrzyskach olimpijskich. Reprezentacja ZSRR zdobyła 27 medali w tym 13 złotych co jest najlepszym wynikiem w historii startów ZSRR na zimowych igrzyskach olimpijskich.

## Zdobyte medale
| Medal  | Zawodnik | Dyscyplina           | Konkurencja                  | Rezultat     |
| ------ | --- | -------------------- | ---------------------------- | ------------ |
| Złoto  | Nikołaj Krugłow | Biathlon             | Bieg na 20 km mężczyzn       | 1:14:12,26 h |
| Złoto  | Aleksandr Jelizarow Iwan Biakow Nikołaj Krugłow Aleksandr Tichonow | Biathlon             | Sztafeta 4 x 7,5 km mężczyzn | 1:57:55,64 h |
| Złoto  | Nikołaj Bażukow | Biegi narciarskie    | Bieg na 15 km mężczyzn       | 43:58,47 min |
| Złoto  | Siergiej Sawieljew | Biegi narciarskie    | Bieg na 30 km mężczyzn       | 1:30:29,38 h |
| Złoto  | Raisa Smietanina | Biegi narciarskie    | Bieg na 10 km kobiet         | 30:13,41 min |
| Złoto  | Nina Fiodorowa Zinaida Amosowa Raisa Smietanina Galina Kułakowa | Biegi narciarskie    | Sztafeta 4 x 5 km kobiet     | 1:07:49,75 h |
| Złoto  | Władisław Trietjak Aleksandr Sidielnikow Aleksandr Gusiew Władimir Łutczenko Siergiej Babinow Jurij Łapkin Walerij Wasiljew Giennadij Cygankow Siergiej Kapustin Wiktor Szalimow Aleksandr Malcew Boris Aleksandrow Boris Michajłow Aleksandr Jakuszew Władimir Pietrow Walerij Charłamow Władimir Szadrin Wiktor Żłuktow | Hokej na lodzie      | turniej mężczyzn             |              |
| Złoto  | Irina Rodnina Aleksandr Zajcew | Łyżwiarstwo figurowe | Pary sportowe                | 140,54 pkt   |
| Złoto  | Ludmiła Pachomowa Aleksandr Gorszkow | Łyżwiarstwo figurowe | Pary taneczne                | 209,92 pkt   |
| Złoto  | Jewgienij Kulikow | Łyżwiarstwo szybkie  | Bieg na 500 m mężczyzn       | 39,17 s      |
| Złoto  | Tatjana Awierina | Łyżwiarstwo szybkie  | Bieg na 1000 m kobiet        | 1:26,43 min  |
| Złoto  | Tatjana Awierina | Łyżwiarstwo szybkie  | Bieg na 3000 m kobiet        | 4:45,19 min  |
| Złoto  | Galina Stiepanska | Łyżwiarstwo szybkie  | Bieg na 1500 m kobiet        | 2:16,58 min  |
| Srebro | Jewgienij Bielajew | Biegi narciarskie    | Bieg na 15 km mężczyzn       | 44:01,10 min |
| Srebro | Raisa Smietanina | Biegi narciarskie    | Bieg na 5 km kobiet          | 15:49,73 min |
| Srebro | Władimir Kowalow | Łyżwiarstwo figurowe | Soliści                      | 187,64 pkt   |
| Srebro | Irina Moisiejewa Andriej Minienkow | Łyżwiarstwo figurowe | Pary taneczne                | 204,88 pkt   |
| Srebro | Walerij Muratow | Łyżwiarstwo szybkie  | Bieg na 500 m mężczyzn       | 39,25 s      |
| Srebro | Jurij Kondakow | Łyżwiarstwo szybkie  | Bieg na 1500 m mężczyzn      | 1:59,97 min  |
| Brąz   | Aleksandr Jelizarow | Biathlon             | Bieg na 20 km mężczyzn       | 1:16:05,57 h |
| Brąz   | Iwan Garanin | Biegi narciarskie    | Bieg na 30 km mężczyzn       | 1:31:09,29 h |
| Brąz   | Jewgienij Bielajew Nikołaj Bażukow Siergiej Sawieljew Iwan Garanin | Biegi narciarskie    | Sztafeta 4 x 10 km mężczyzn  | 2:10:51,46 h |
| Brąz   | Nina Fiodorowa | Biegi narciarskie    | Bieg na 5 km kobiet          | 16:12,82 min |
| Brąz   | Galina Kułakowa | Biegi narciarskie    | Bieg na 10 km kobiet         | 30:38,61 min |
| Brąz   | Walerij Muratow | Łyżwiarstwo szybkie  | Bieg na 1000 m mężczyzn      | 1:20,57 min  |
| Brąz   | Tatjana Awierina | Łyżwiarstwo szybkie  | Bieg na 500 m kobiet         | 43,17 s      |
| Brąz   | Tatjana Awierina | Łyżwiarstwo szybkie  | Bieg na 1500 m kobiet        | 2:17,96 min  |

## Skład kadry

### Biathlon
Mężczyźni
| Zawodnik                                                           | Konkurencja         | czas biegu | Kary | Łączny czas | Pozycja |
| ------------------------------------------------------------------ | ------------------- | ---------- | ---- | ----------- | ------- |
| Nikołaj Krugłow                                                    | Bieg na 20 km       | 1:12:12,26 | 2:00 | 1:14:12,26  | złoto   |
| Aleksandr Jelizarow                                                | Bieg na 20 km       | 1:13:05,57 | 3:00 | 1:16:05,57  | brąz    |
| Aleksandr Tichonow                                                 | Bieg na 20 km       | 1:10:18,33 | 7:00 | 1:17:18,33  | 5.      |
| Aleksandr Jelizarow Iwan Biakow Nikołaj Krugłow Aleksandr Tichonow | Sztafeta 4 × 7,5 km | 1:57:55,64 | 0    | 1:57:55,64  | złoto   |

### Biegi narciarskie
Mężczyźni
| Zawodnik                                                           | Konkurencja        | czas       | Pozycja |
| ------------------------------------------------------------------ | ------------------ | ---------- | ------- |
| Nikołaj Bażukow                                                    | Bieg na 15 km      | 43:58,47   | złoto   |
| Jewgienij Bielajew                                                 | Bieg na 15 km      | 44:01,10   | srebro  |
| Iwan Garanin                                                       | Bieg na 15 km      | 44:41,98   | 4.      |
| Jurij Skobow                                                       | Bieg na 15 km      | 43:58,47   | 16.     |
| Siergiej Sawieljew                                                 | Bieg na 30 km      | 1:30:29,38 | złoto   |
| Iwan Garanin                                                       | Bieg na 30 km      | 1:31:09,29 | brąz    |
| Nikołaj Bażukow                                                    | Bieg na 30 km      | 1:31:33,14 | 5.      |
| Wasilij Roczew                                                     | Bieg na 30 km      | 1:30:29,38 | 10.     |
| Iwan Garanin                                                       | Bieg na 50 km      | 2:40:38,94 | 4.      |
| Wasilij Roczew                                                     | Bieg na 50 km      | 2:37:30,05 | 12.     |
| Siergiej Sawieljew                                                 | Bieg na 50 km      | 2:46:01,36 | 21.     |
| Jewgienij Bielajew                                                 | Bieg na 50 km      | 2:54:00,55 | 38.     |
| Jewgienij Bielajew Nikołaj Bażukow Siergiej Sawieljew Iwan Garanin | Sztafeta 4 × 10 km | 2:10:51,46 | brąz    |

Kobiety
| Zawodnik                                                        | Konkurencja       | czas                | Pozycja             |
| --------------------------------------------------------------- | ----------------- | ------------------- | ------------------- |
| Raisa Smietanina                                                | Bieg na 5 km      | 15:49,73            | srebro              |
| Nina Fiodorowa                                                  | Bieg na 5 km      | 16:12,82            | brąz                |
| Zinaida Amosowa                                                 | Bieg na 5 km      | 16:33,78            | 6.                  |
| Galina Kułakowa                                                 | Bieg na 5 km      | Nie ukończyła biegu | Nie ukończyła biegu |
| Raisa Smietanina                                                | Bieg na 10 km     | 30:13,41            | złoto               |
| Galina Kułakowa                                                 | Bieg na 10 km     | 30:38,61            | brąz                |
| Nina Fiodorowa                                                  | Bieg na 10 km     | 30:52,58            | 4.                  |
| Zinaida Amosowa                                                 | Bieg na 10 km     | 31:11,23            | 6.                  |
| Nina Fiodorowa Zinaida Amosowa Raisa Smietanina Galina Kułakowa | Sztafeta 4 × 5 km | 1:07:49,75          | złoto               |

### Hokej na lodzie
Reprezentacja mężczyzn
| - Władisław Trietjak - Aleksandr Sidielnikow - Aleksandr Gusiew - Władimir Łuczenko - Siergiej Babinow - Jurij Łapkin - Walerij Wasiljew - Giennadij Cygankow - Siergiej Kapustin |  | - Wiktor Szalimow - Aleksandr Malcew - Boris Aleksandrow - Boris Michajłow - Aleksandr Jakuszew - Władimir Pietrow - Walerij Charłamow - Władimir Szadrin - Wiktor Żłuktow |

Reprezentacja ZSRR w rundzie kwalifikacyjnej pokonała reprezentację Austrii 16:3 i tym samym wzięła udział w rozgrywkach grupy A turnieju olimpijskiego zajmując w niej 1. miejsce. Reprezentacja ZSRR zdobyła złoty medal. 

#### Runda kwalifikacyjna
| 4 lutego 1976 | ZSRR | 16:3 | Austria |  |

|  |  |  |  |  |

### Tabela końcowa
| Drużyna           | M | Mecze | Mecze | Mecze | Bramki | Bramki | Bramki | Pkt | Uwagi |
| Drużyna           | M | W     | R     | P     | +      | -      | +/-    | Pkt | Uwagi |
| ----------------- | - | ----- | ----- | ----- | ------ | ------ | ------ | --- | ----- |
| ZSRR              | 5 | 5     | 0     | 0     | 40     | 11     | +29    | 10  |       |
| Czechosłowacja    | 5 | 3     | 0     | 1     | 17     | 10     | +7     | 6   |       |
| RFN               | 5 | 2     | 0     | 3     | 21     | 24     | -3     | 4   |       |
| Finlandia         | 5 | 2     | 0     | 3     | 19     | 18     | +1     | 4   |       |
| Stany Zjednoczone | 5 | 2     | 0     | 3     | 15     | 21     | -6     | 4   |       |
| Polska            | 5 | 0     | 0     | 4     | 9      | 37     | -28    | 0   |       |

Wyniki
| 6 lutego 1976 | ZSRR | 6:2 | Stany Zjednoczone |  |

|  |  |  |  |  |

| 8 lutego 1976 | ZSRR | 16:1 | Polska |  |

|  |  | (7:1, 6:0, 3:0) |

| 10 lutego 1976 | ZSRR | 7:3 | RFN |  |

|  |  |  |  |  |

| 12 lutego 1976 | ZSRR | 7:2 | Finlandia |  |

|  |  |  |  |  |

| 14 lutego 1976 | ZSRR | 4:3 | Czechosłowacja |  |

|  |  |  |  |  |

### Kombinacja norweska
Mężczyźni
| Zawodnik          | Konkurencja   | Bieg narciarski | Bieg narciarski | Bieg narciarski | Skoki narciarskie | Skoki narciarskie | Skoki narciarskie | Skoki narciarskie | Skoki narciarskie | Skoki narciarskie | Skoki narciarskie | Skoki narciarskie | Łącznie | Pozycja |
| Zawodnik          | Konkurencja   | Czas biegu      | Pozycja         | Punkty          | Skok 1            | Nota              | Skok 2            | Nota              | Skok 3            | Nota              | Punkty            | Pozycja           | Łącznie | Pozycja |
| ----------------- | ------------- | --------------- | --------------- | --------------- | ----------------- | ----------------- | ----------------- | ----------------- | ----------------- | ----------------- | ----------------- | ----------------- | ------- | ------- |
| Nikołaj Nogowicyn | Indywidualnie | 49:05,97        | 3.              | 210,34          | 72,0              | 99,5              | 72,0              | 95,2              | 74,0              | 96,6              | 196,1             | 16.               | 406,44  | 6.      |
| Walerij Kapajew   | Indywidualnie | 49:53,26        | 8.              | 203,24          | 71,5              | 102,2             | 71,5              | 94,4              | 75,0              | 100,7             | 202,9             | 9.                | 406,14  | 7.      |
| Aleksiej Baranow  | Indywidualnie | 51:58,45        | 21.             | 184,47          | 69,0              | 93,7              | 70,0              | 92,0              | 69,0              | 88,1              | 185,7             | 23.               | 370,17  | 23.     |

### Łyżwiarstwo figurowe
| Zawodnik                              | Konkurencja   | Nota   | Pozycja |
| ------------------------------------- | ------------- | ------ | ------- |
| Jelena Wodoriezowa                    | Solistki      | 175,58 | 12.     |
| Władimir Kowalow                      | Soliści       | 187,64 | srebro  |
| Siergiej Wołkow                       | Soliści       | 184,08 | 5.      |
| Jurij Owczynnikow                     | Soliści       | 180,04 | 8.      |
| Irina Rodnina Aleksandr Zajcew        | Pary sportowe | 140,54 | złoto   |
| Irina Worobjowa Aleksandr Własow      | Pary sportowe | 134,52 | 4.      |
| Marina Leonidowa Władimir Bogolubow   | Pary sportowe | 127,06 | 9.      |
| Ludmiła Pachomowa Aleksandr Gorszkow  | Pary taneczne | 209,92 | złoto   |
| Irina Moisiejewa Andriej Minienkow    | Pary taneczne | 204,88 | srebro  |
| Natalja Liniczuk Giennadij Karponosow | Pary taneczne | 199,10 | 4.      |

### Łyżwiarstwo szybkie
Mężczyźni
| Zawodnik           | Konkurencja   | Konkurencja   | Konkurencja    | Konkurencja    | Konkurencja    | Konkurencja    | Konkurencja    | Konkurencja    | Konkurencja      | Konkurencja      |
| Zawodnik           | Bieg na 500 m | Bieg na 500 m | Bieg na 1000 m | Bieg na 1000 m | Bieg na 1500 m | Bieg na 1500 m | Bieg na 5000 m | Bieg na 5000 m | Bieg na 10 000 m | Bieg na 10 000 m |
| Zawodnik           | Czas          | Miejsce       | Czas           | Miejsce        | Czas           | Miejsce        | Czas           | Miejsce        | Czas             | Miejsce          |
| ------------------ | ------------- | ------------- | -------------- | -------------- | -------------- | -------------- | -------------- | -------------- | ---------------- | ---------------- |
| Jewgienij Kulikow  | 39,17         | złoto         |                |                |                |                |                |                |                  |                  |
| Walerij Muratow    | 39,25         | srebro        | 1:20,57        | brąz           |                |                |                |                |                  |                  |
| Andriej Malikow    | 39,85         | 8.            | 1:27,57        | 29.            |                |                |                |                |                  |                  |
| Aleksandr Safronow |               |               | 1:20,84        | 4.             |                |                |                |                |                  |                  |
| Jurij Kondakow     |               |               |                |                | 1:59,97        | srebro         |                |                |                  |                  |
| Siergiej Riabiew   |               |               |                |                | 2:02,15        | 4.             |                |                |                  |                  |
| Siergiej Marczuk   |               |               |                |                | 2:04,45        | 13.            | 7:51,37        | 14.            | 15:43,81         | 11.              |
| Wiktor Warłamow    |               |               |                |                |                |                | 7:30,97        | 4.             | 15:06,06         | 4.               |
| Władimir Iwanow    |               |               |                |                |                |                | 7:37,73        | 7.             | 16:16,20         | 15.              |

Kobiety
| Zawodnik           | Konkurencja   | Konkurencja   | Konkurencja    | Konkurencja    | Konkurencja    | Konkurencja    | Konkurencja    | Konkurencja    |
| Zawodnik           | Bieg na 500 m | Bieg na 500 m | Bieg na 1000 m | Bieg na 1000 m | Bieg na 1500 m | Bieg na 1500 m | Bieg na 3000 m | Bieg na 3000 m |
| Zawodnik           | Czas          | Miejsce       | Czas           | Miejsce        | Czas           | Miejsce        | Czas           | Miejsce        |
| ------------------ | ------------- | ------------- | -------------- | -------------- | -------------- | -------------- | -------------- | -------------- |
| Tatjana Awierina   | 43,17         | brąz          | 1:26,43        | złoto          | 2:17,96        | brąz           | 4:45,19        | złoto          |
| Wiera Krasnowa     | 43,23         | 5.            |                |                |                |                |                |                |
| Lubow Sadczikowa   | 43,80         | 6.            |                |                |                |                |                |                |
| Ludmiła Titowa     |               |               | 1:30,06        | 7.             |                |                |                |                |
| Galina Stiepanska  |               |               | 2:16,58        | złoto          |                |                |                |                |
| Tetiana Szełechowa |               |               | 1:32,08        | 15.            |                |                | 4:54,03        | 14.            |
| Nina Statkiewicz   |               |               |                |                | 2:22,59        | 15.            | 4:53,94        | 13.            |

### Narciarstwo alpejskie
Mężczyźni
| Zawodnik           | Konkurencja | Konkurencja | Konkurencja                 | Konkurencja                 | Konkurencja                 | Konkurencja                 | Konkurencja       | Konkurencja       | Konkurencja      | Konkurencja      |
| Zawodnik           | Zjazd       | Zjazd       | Slalom gigant               | Slalom gigant               | Slalom gigant               | Slalom gigant               | Slalom specjalny  | Slalom specjalny  | Slalom specjalny | Slalom specjalny |
| Zawodnik           | Czas        | Pozycja     | Czas 1. przejazdu           | Czas 2. przejazdu           | Czas łączny                 | Pozycje                     | Czas 1. przejazdu | Czas 2. przejazdu | Czas łączny      | Pozycja          |
| ------------------ | ----------- | ----------- | --------------------------- | --------------------------- | --------------------------- | --------------------------- | ----------------- | ----------------- | ---------------- | ---------------- |
| Władimir Andriejew | 1:53,61     | 44.         | Nie ukończył 1-go przejazdu | Nie ukończył 1-go przejazdu | Nie ukończył 1-go przejazdu | Nie ukończył 1-go przejazdu | 1:07,01           | 1:10,55           | 2:17,56          | 25.              |

Kobiety
| Zawodniczka       | Konkurencja | Konkurencja | Konkurencja   | Konkurencja   | Konkurencja                  | Konkurencja                  | Konkurencja                  | Konkurencja                  |
| Zawodniczka       | Zjazd       | Zjazd       | Slalom gigant | Slalom gigant | Slalom specjalny             | Slalom specjalny             | Slalom specjalny             | Slalom specjalny             |
| Zawodniczka       | Czas        | Pozycja     | Czas          | Pozycja       | Czas 1. przejazdu            | Czas 2. przejazdu            | Czas łączny                  | Pozycja                      |
| ----------------- | ----------- | ----------- | ------------- | ------------- | ---------------------------- | ---------------------------- | ---------------------------- | ---------------------------- |
| Alewtina Askarowa | 1:53,19     | 28.         | 1:36,86       | 32.           | Nie ukończyła 1-go przejazdu | Nie ukończyła 1-go przejazdu | Nie ukończyła 1-go przejazdu | Nie ukończyła 1-go przejazdu |

### Saneczkarstwo
Mężczyźni
| Zawodnik                       | Konkurencja | Ślizg 1 | Ślizg 2 | Ślizg 3 | Ślizg 4 | Łącznie  | Pozycja |
| ------------------------------ | ----------- | ------- | ------- | ------- | ------- | -------- | ------- |
| Dainis Bremze                  | Jedynki     | 52,984  | 52,567  | 52,364  | 52,661  | 3:30,576 | 8.      |
| Władimir Szytow                | Jedynki     | 53,485  | 53,025  | 52,927  | 53,133  | 3:32,570 | 10.     |
| Aigars Kriķis                  | Jedynki     | 54,243  | 53,415  | 53,273  | 53,764  | 3:34,695 | 13.     |
| Dainis Bremze Aigars Kriķis    | Dwójki      | 43,315  | 43,740  |         |         | 1:27,407 | 8.      |
| Rolands Upatnieks Valdis Ķuzis | Dwójki      | 43,732  | 43,825  |         |         | 1:27,557 | 9.      |

Kobiety
| Zawodnik     | Konkurencja | Ślizg 1 | Ślizg 2 | Ślizg 3 | Ślizg 4 | Łącznie  | Pozycja |
| ------------ | ----------- | ------- | ------- | ------- | ------- | -------- | ------- |
| Wiera Zozula | Jedynki     | 44,179  | 42,973  | 42,651  | 42,858  | 2:52,661 | 9.      |

### Skoki narciarskie
Mężczyźni
| Konkurencja            | Skoczek             | Skok 1    | Skok 1 | Skok 2    | Skok 2 | Nota  | Pozycja |
| Konkurencja            | Skoczek             | odległość | Nota   | odległość | Nota   | Nota  | Pozycja |
| ---------------------- | ------------------- | --------- | ------ | --------- | ------ | ----- | ------- |
| Skocznia normalna K-84 | Aleksandr Karapuzow | 78,0      | 112,6  | 79,0      | 114,2  | 226,8 | 12.     |
| Skocznia normalna K-84 | Aleksiej Borowitin  | 77,5      | 111,3  | 78,0      | 113,6  | 224,9 | 15.     |
| Skocznia normalna K-84 | Jurij Kalinin       | 74,5      | 105,5  | 79,0      | 113,2  | 218,7 | 22.     |
| Skocznia normalna K-84 | Siergiej Sajczik    | 74,0      | 105,2  | 76,0      | 108,4  | 213,6 | 25.     |
| Skocznia duża K-104    | Siergiej Sajczik    | 90,0      | 101,5  | 87,5      | 98,5   | 200,0 | 11.     |
| Skocznia duża K-104    | Aleksandr Karapuzow | 91,0      | 104,9  | 81,5      | 88,6   | 193,5 | 15.     |
| Skocznia duża K-104    | Aleksiej Borowitin  | 85,0      | 95,5   | 82,5      | 92,0   | 187,5 | 19.     |
| Skocznia duża K-104    | Jurij Kalinin       | 85,0      | 94,0   | 80,0      | 87,5   | 181,5 | 24.     |